# Липовая Гора (Ярославль)
Липовая Гора — жилой район в южной части Ярославля. Строился как посёлок для работников Ярославского радиозавода.

## История
Топоним «Липовая гора» известен с конца XIX века как название возвышенности на границе поймы реки Волги с расположенным на ней липовым парком. В 1915 году по решению Совета министров Российской империи около Ярославля началось строительство аэропланного завода под руководством С. С. Щетинина. Рядом с заводом возник посёлок для его работников, получивший название деревня Липовая Гора.
В 1918 года завод был перепрофилирован под производство тормозного оборудования для железнодорожного транспорта. В 1920-м сюда был окончательно эвакуирован из Петрограда завод Вестингауз и переселены рабочие и специалисты. С 1920-х посёлок официально переименовали в посёлок Тормозного завода, однако в обиходе (и на картах) он продолжал именоваться Липовая Гора.
В начале 1920-х южная часть Липовой Горы, где был оборудован физкультурный комплекс, получила название посёлок Физкультуры. В конце 1920-х рядом с Липовой Горой, за железной дорогой, возник ещё один посёлок для заводских работников.
В 1933 году посёлки были присоединёны к Ярославлю. Улицы Липовой Горы получили названия 1-я Тормозная, 2-я Тормозная, Тормозной переулок и 2-й Тормозной переулок. Главная дорога от завода к посёлкам была названа Индустриальной улицей. Прямая дорога от завода к посёлку за железной дорогой стала называться улица Щепкина, улицы между кварталами в этом посёлке — Писарева, Индустриальная (как продолжение главной дороги от завода), Щепкина (как продолжение прямой дороги к заводу), Чернышевского, а улица вдоль железной дороги — Транспортная. В 1935 году в связи со смертью В. В. Куйбышева вторая улица посёлка за железной дорогой названа улицей Куйбышева, а сам посёлок — посёлок имени Куйбышева (одновременно использовалось название Куйбышевский посёлок).
В начале 1930-х у северного края Липовой Горы для работников завода была построена больница. В 1936 году при заводе было организовано спортивное общество «Дзержинец», при котором работали футбольная и волейбольная команды. В конце 1937 года открыт заводской клуб «Красный металлист» (ныне ДК «Радий»).
В 1940 году в посёлок им. Куйбышева были переселены жители из зоны затопления Рыбинского водохранилища.
В 1940-х в связи с ростом посёлка появились улицы Пирогова и Проектируемая, а также 3-й, 4-й и 5-й Тормозные переулки и Индустриальный переулок. В начале 1950-х часть дороги, связывающей завод и посёлки с центром города, была переименована в Тормозное шоссе.
В 1952 году тормозной завод был перепрофилирован в радиозавод с целью «обеспечения роста и развития отечественного самолётостроения современными комплексами радиосвязи». Посёлок Тормозного завода официально переименован в посёлок Радиозавод (название также осталось лишь на бумаге), сам завод в целях секретности в 1950-1960-е годы назывался «завод п/я 136». В том же году между посёлками была открыта железнодорожная платформа Липовая Гора.
В 1954 году в посёлке построена школа (ныне — № 73). Был создан «заводской коллектив физкультуры п/я 136», открыты секции футбола, хоккея, хоккея с мячом, волейбола и лыж. В 1958 году при клубе «Красный металлист» открыта детская музыкальная школа (№ 4).
В 1957 году Проектируемая улица переименована в 1-й Тормозной переулок, бывший 1-й Тормозной переулок — во 2-й Тормозной переулок, 2-й — в 3-й, 3-й — в 4-й, 4-й — в 5-й, 5-й — в 3-ю Тормозную улицу, Транспортная улица разделена на 1-ю Транспортную (перед ж/д) и 2-ю Транспортную (за ж/д). Появилась Ударная улица.

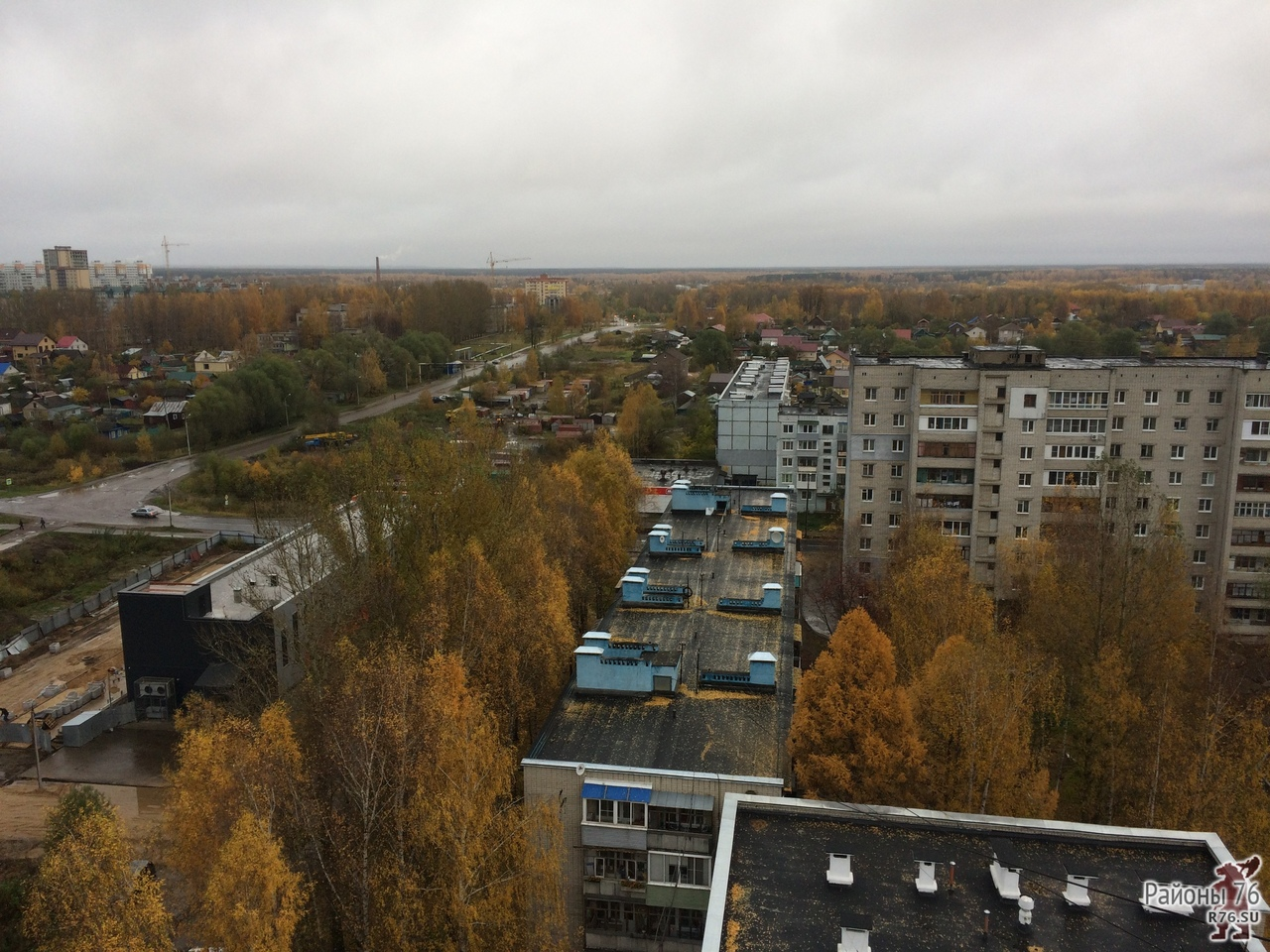
Улица Попова

С конца 1950-х в посёлке предприятия п/я 136 началось массовое строительство хрущёвок и переселение в них жителей из деревянных бараков. В 1957 году построен первый в посёлке детский сад (№ 119), в 1960 — первые ясли (№ 65), в 1962 — вторая школа (№78), в 1967 — второй детский сад (№ 221). Посёлок стал преобразовываться в жилой район. В эти годы на Липовой Горе появились новые улицы — Попова, 1-й, 2-й и 3-й Ударные переулки, а также 4-я, 5-я, 6-я, 7-я Тормозные улицы и 6-й Тормозной переулок (несмотря на то, что тормозного завода уже давно не было).
В 1967 году на Липовой Горе был обустроен парк и воздвигнут обелиск Славы, на котором увековечили имена рабочих и служащих завода, погибших в Великую Отечественную войну. С той поры радиозавод поддерживает традицию проведения в районе торжественного шествия и митинга, посвященного Дню Победы. Парк поначалу назывался «Красный сад», потом «парк Радиозавода», затем «парк Победы» или «парк на Липовой горе».
С 1969 года в районе начали проводить заводские спартакиады среди женских и мужских команд по зимним и летним видам спорта, успешно выступала футбольная команда «Молния». В 1976 году был построен современный спортивный комплекс со спортивными залами и открытым стадионом, получивший название «Молния».
В 1976 году 1-я Транспортная и 4-я Низовая улицы переименованы в Звёздную улицу. Часть Индустриальной улицы за железной дорогой — в Задорожную, часть Щепкина — в Лютовскую.

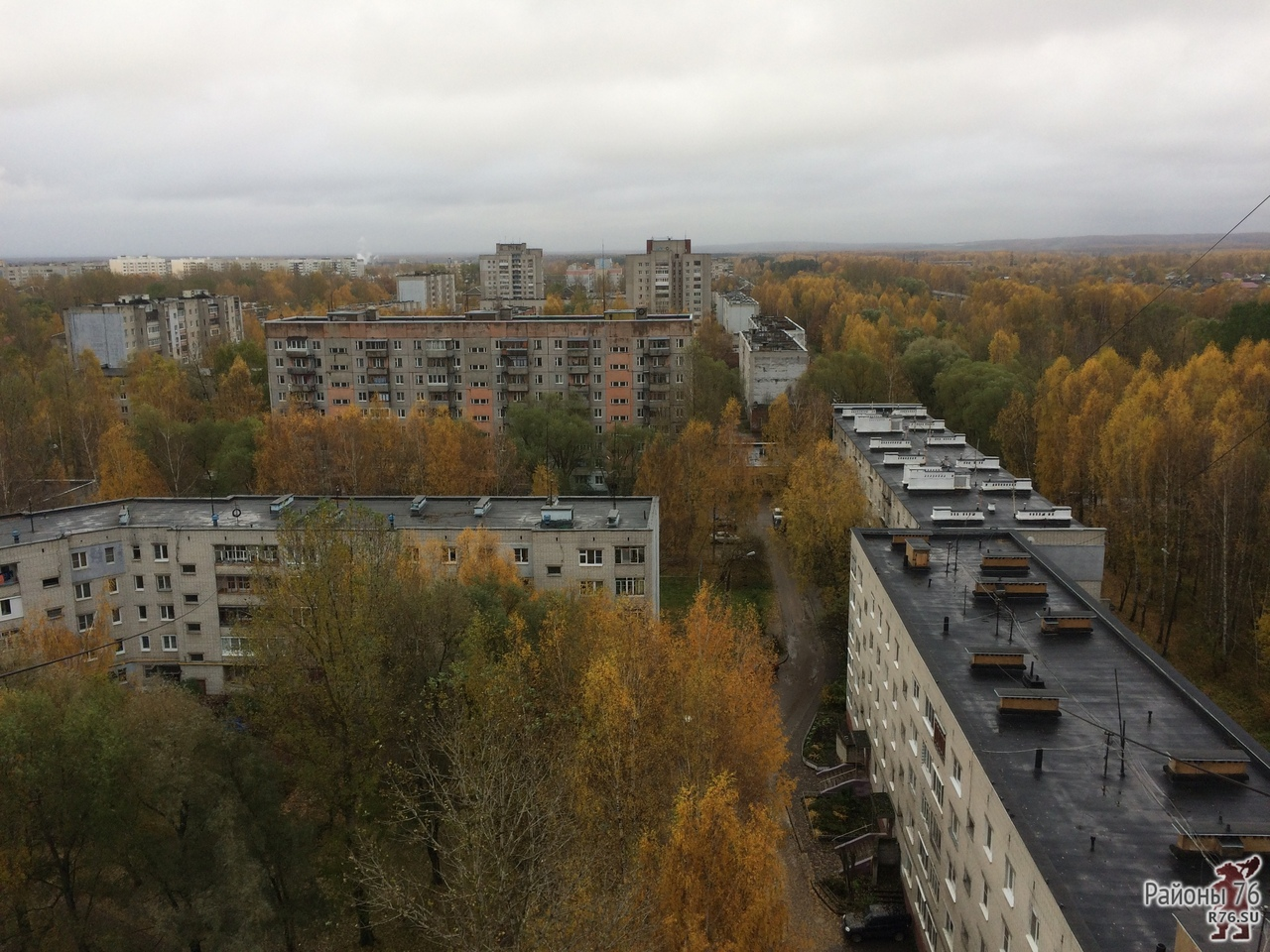
Звёздная улица

В 1970-1980 годы в районе продолжалось активное строительство жилья, социальных и инфраструктурных объектов. В 1970 введена в строй котельная, обеспечившая теплом весь район, построен третий детский сад (№ 22), в 1975 — четвёртый (№ 33), в 1981 — пятый (№ 42), в 1989 году построен родильный дом. Всего за период 1960-1990 годов в районе было построено 204 тысячи кв. м жилья. В 1992 году достроена третья школа (№ 88).
В 1990-х достроенный проспект Фрунзе значительно улучшил связь района с другими частями города.

## География
Район расположен на южной окраине Ярославля, между проспектом Фрунзе и Костромским шоссе. С северной стороны граничит с районом Дядьково, с восточной расположены радиозавод и база хранения нефтепродуктов Росрезерва (ФГКУ комбинат «Октябрьский»), с юга ограничен Костромским шоссе, с запада — промзоной «Новосёлки».

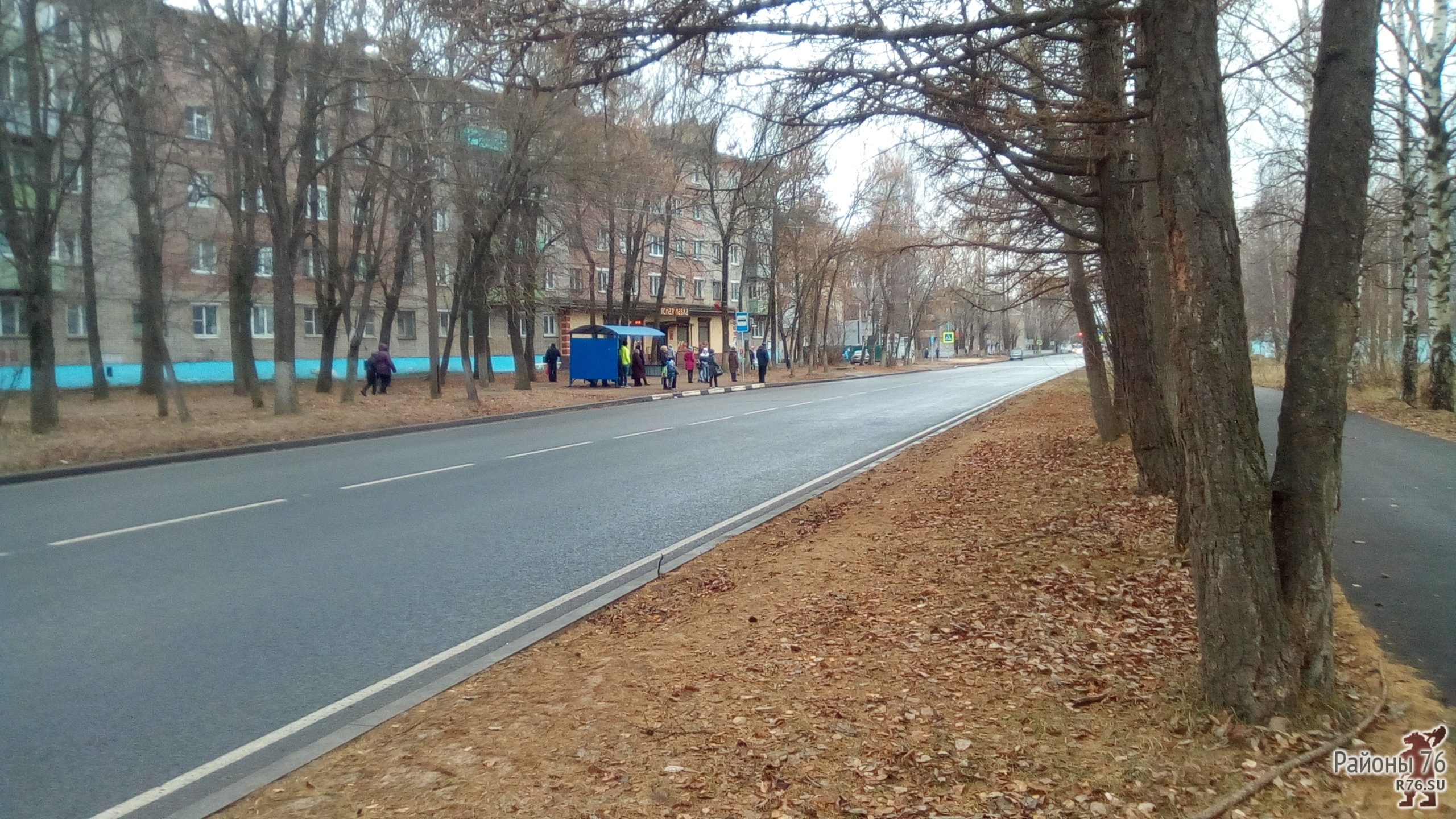
Индустриальная улица после ремонта по программе БКД

### Улицы
- Вербная
- 1-й, 2-й, 3-й Вербные переулки
- Задорожная
- Звёздная
- Индустриальная
- Индустриальный переулок
- Куйбышева
- Лютовская
- Малая Техническая (частично)
- Марголина
- Низовая
- Островского
- 2-й переулок Островского
- Петра Алексеева
- переулок Петра Алексеева
- Пирогова
- Писарева
- переулок Писарева
- Попова
- Семейная
- 1-й, 2-й Семейные переулки
- 1-я, 2-я, 3-я, 4-я, 5-я, 6-я, 7-я Тормозные улицы
- 1-й, 2-й, 3-й, 4-й, 5-й, 6-й Тормозные переулки
- 2-я Транспортная улица
- 1-й, 2-й Транспортные переулки
- Ударная
- 1-й, 2-й, 3-й Ударные переулки
- Физкультурный переулок
- Чапаева
- Чернышевского
- Щепкина
- Ярославская (частично)

## Инфраструктура

### Образование и спорт
В районе расположены:
- 3 школы — № 73, № 78, № 88
- 5 детских садов — № 22, № 33, № 42, № 221, № 246
- Культурно-образовательный центр «Лад»
- Центр физической культуры и спорта «Молния»
- Музыкальное отделение детской школы искусств имени Е. М. Стомпелева

### Культура и отдых
- Дом культуры «Радий»
- Парк на Липовой горе